# Bhutan op de Aziatische Indoorspelen
Bhutan is een van de landen die deelneemt aan de Aziatische Indoorspelen. Het land debuteerde in 2005. Tijdens de voorgaande edities heeft het land nog geen medailles gewonnen.

## Medailles en deelnames
| Bhutan op de Aziatische Indoorspelen |        |      |        |        |        |
| Rang                                 | Editie | Gold | Silver | Bronze | Totaal |
| 27                                   | 2005   | 0    | 0      | 0      | 0      |
| 30                                   | 2007   | 0    | 0      | 0      | 0      |
| 35                                   | 2009   | 0    | 0      | 0      | 0      |
| 39                                   | Totaal | 0    | 0      | 0      | 0      |

Afghanistan · 
Bahrein · 
Bangladesh · 
Bhutan · 
Brunei · 
Cambodja · 
China · 
Chinees Taipei · 
Filipijnen · 
Hongkong · 
India · 
Indonesië · 
Irak · 
Iran · 
Japan · 
Jemen · 
Jordanië · 
Kazachstan · 
Kirgizië · 
Koeweit · 
Laos · 
Libanon · 
Macau · 
Malediven · 
Maleisië · 
Mongolië · 
Myanmar · 
Nepal · 
Noord-Korea · 
Oezbekistan · 
Oman · 
Oost‑Timor · 
Pakistan · 
Palestina · 
Qatar · 
Saoedi-Arabië · 
Singapore · 
Sri Lanka · 
Syrië · 
Tadzjikistan · 
Thailand · 
Turkmenistan · 
Verenigde Arabische Emiraten · 
Vietnam · 
Zuid-Korea